# Acid hóa đại dương

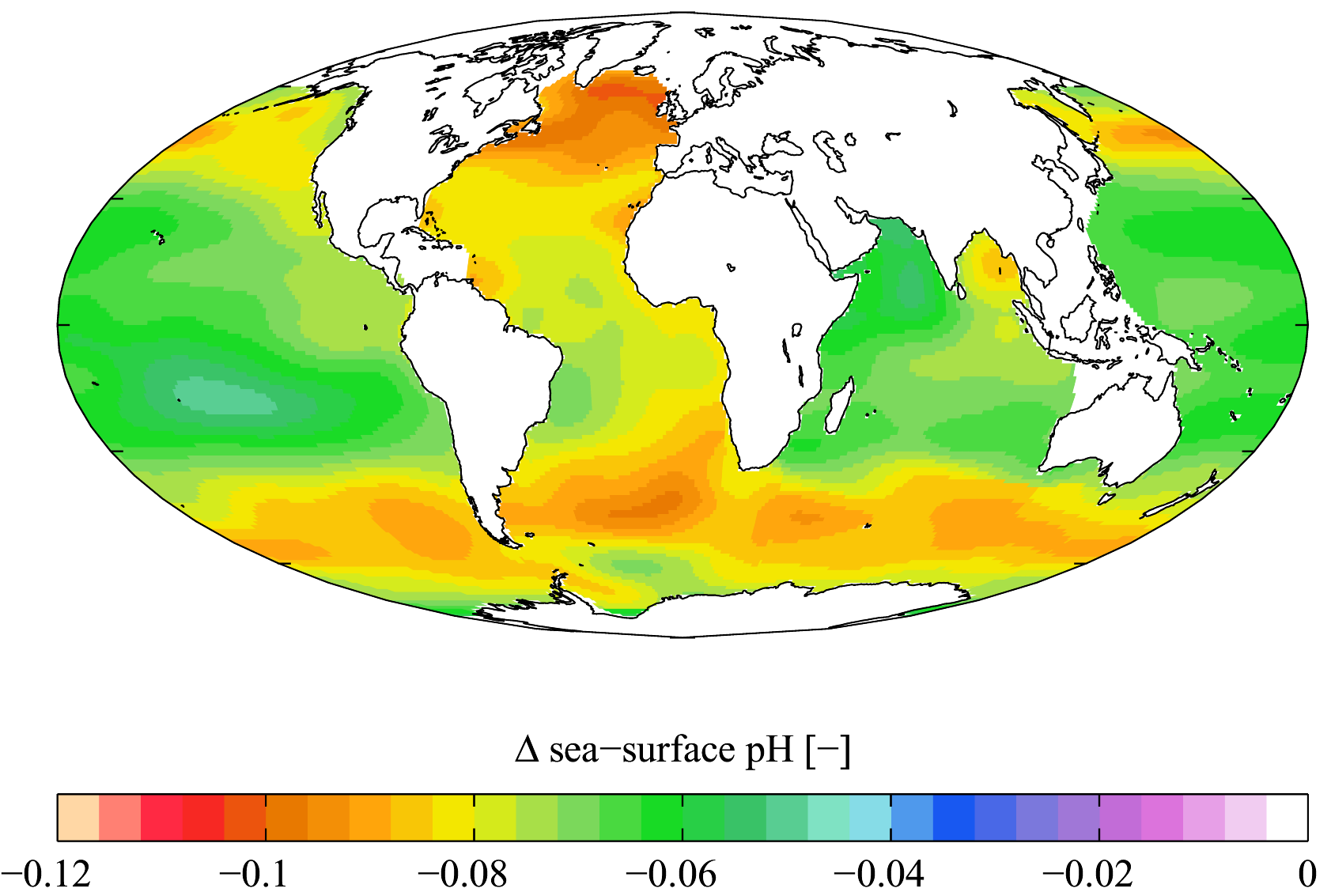
Bản đồ thế giới cho thấy sự thay đổi độ pH ở các đại dương do khí CO_{2} thải ra từ tác động của con người lên môi trường.

Acid hóa đại dương là hiện tượng giảm nồng độ pH liên tục trong các đại dương trên Trái Đất do sự hấp thu khí CO2 mà quá trình tác động của con người thải ra khí quyển. Giữa năm 1751 và 1994, độ pH ở bề mặt đại dương được ước tính đã giảm từ khoảng 8.25 đến 8.14, tương ứng với việc tăng gần 30% nồng độ axít (nồng độ ion H+) trong các đại dương trên thế giới.